# L'Adieu aux armes
Pour les articles homonymes, voir L'Adieu aux armes (homonymie).
 (avril 2013).
Si vous disposez d'ouvrages ou d'articles de référence ou si vous connaissez des sites web de qualité traitant du thème abordé ici, merci de compléter l'article en donnant les références utiles à sa vérifiabilité et en les liant à la section « Notes et références ».
L'Adieu aux armes est le troisième roman d'Ernest Hemingway, publié en 1929. C'est un roman d'inspiration autobiographique, dont l'action se déroule en Italie pendant la Première Guerre mondiale. Écrit à la première personne, il relate l'histoire d'amour tragique entre Frederic Henry, ambulancier américain engagé dans l'armée italienne, et Catherine Barkley, infirmière anglaise. Dans un style froid et laconique, Hemingway dépeint une guerre futile et destructrice, le cynisme des soldats et les déplacements de population.
Ce roman est considéré comme l'un des plus grands romans de langue anglaise du XXe siècle.
Le titre est tiré d'un poème de George Peele.
Depuis le 1er janvier 2025, L'Adieu aux armes est entré dans le domaine public américain .

## Résumé

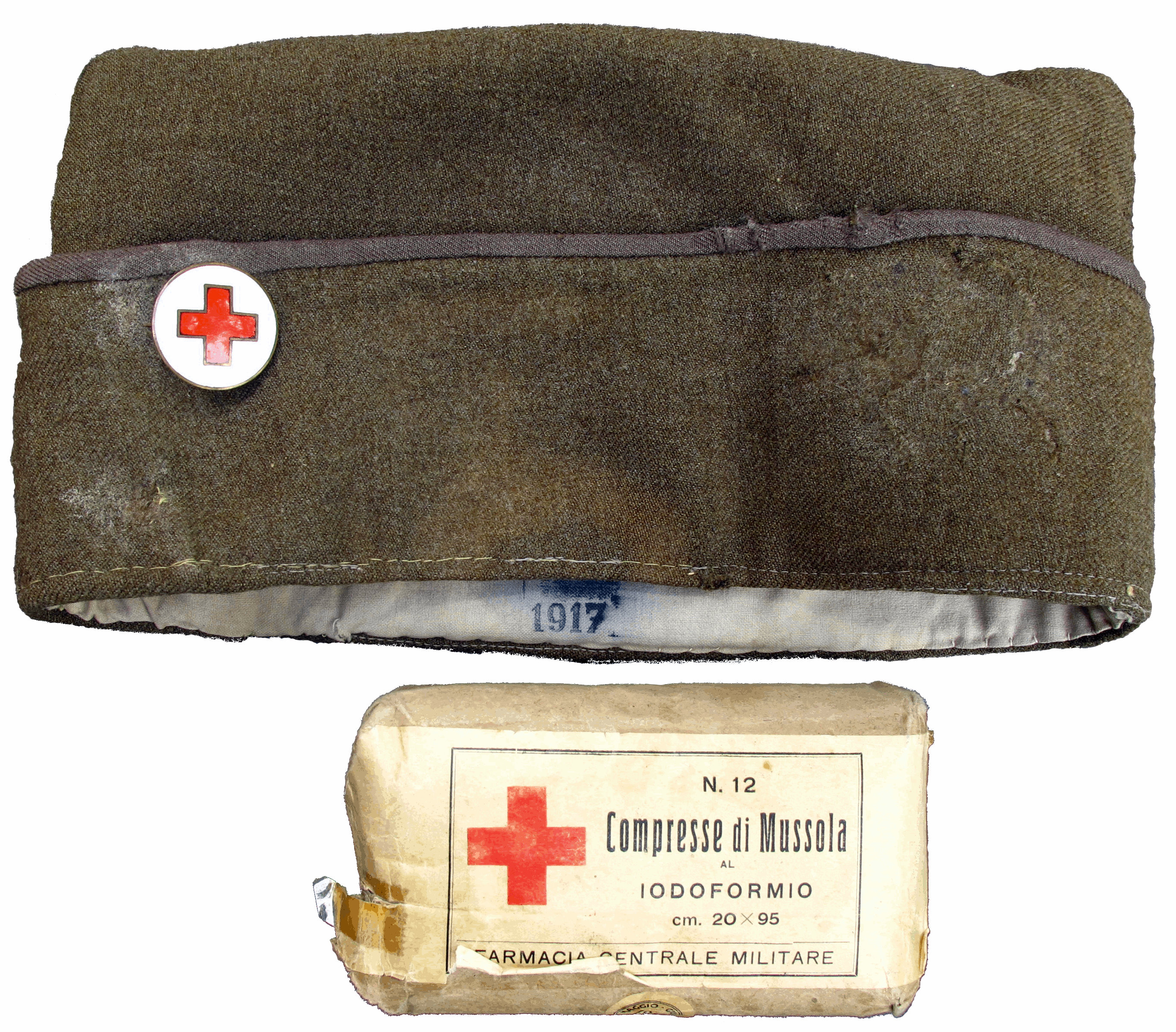

Divisé en cinq livres et quarante et un chapitres, L'Adieu aux armes est un récit à la première personne. Le narrateur est Frédéric Henry, un ambulancier américain de l'armée italienne lors de la Première Guerre mondiale.
Dans le premier livre, le narrateur est présenté à Catherine Barkley, une infirmière anglaise, par son ami, le chirurgien Rinaldi. Frédéric tente de la séduire, sans s'engager dans une relation sérieuse, et leur relation commence mais progressivement il ressent de plus en plus de sentiments amoureux. Au front, dans les environs de Gorizia, Frédéric est blessé par un tir de mortier et est transféré à l'hôpital américain de Milan, où Catherine est également affectée.
Le deuxième livre raconte le temps passé en commun par les deux principaux protagonistes à Milan durant l'été avec leur attachement qui va croissant. Une fois son genou guéri, il est atteint de jaunisse mais est renvoyé de l'hôpital car sa forte consommation d'alcool est découverte. Avant son départ, il apprend que Catherine est enceinte de trois mois.
Dans le troisième livre, il retourne à son unité et constate que le moral y a beaucoup baissé durant son absence. Peu après la bataille de Caporetto, les Autrichiens arrivent à percer la ligne italienne, obligeant ainsi les combattants à se retirer. Du fait de la lenteur et du caractère désorganisé de la retraite, et pour éviter que ses hommes et lui ne soient pris pour cible par l'ennemi, Henry décide de sortir de la route empruntée par l'armée et la population, mais ses hommes et lui se perdent et l'un de ses ambulanciers est abattu sous ses yeux. Henry finit par rattraper le convoi qui se replie. À ce moment-là, en tant qu'officier, Henry est mis à l'écart pour être jugé par une police de l'armée qui interroge et exécute sommairement tout officier pouvant être tenu pour responsable de la défaite. Pour échapper à ce simulacre de justice, Henry plonge dans une rivière. Il parvient à rejoindre Milan en train.
Dans le quatrième livre, Frédéric retrouve Catherine à Stresa mais il est prévenu en pleine nuit qu'il va être arrêté au petit matin. En pleine nuit, dans une barque, les deux amoureux fuient vers la Suisse à la rame.
Dans le dernier livre, Frédéric et Catherine mènent une vie paisible près de Montreux jusqu'à l'accouchement. L'enfant est mort-né et Catherine décède peu après sa naissance des suites d'une hémorragie.

## Personnages
- Frédéric Henry : lieutenant américain, ambulancier dans la Croix-Rouge lors de la Première Guerre mondiale ;
- Catherine Barkley : infirmière anglaise de la Croix-Rouge qui tombe amoureuse de Henry ;
- Rinaldi : ami chirurgien et camarade de chambre de Henry ;
- Helen Ferguson : infirmière et amie de Catherine ;
- Le prêtre
- Passini et Bonello : ambulanciers sous les ordres d'Henry ;
- Manera, Gavuzzi, Gordini, Piani, et Aymo : autres ambulanciers ;
- Mrs. Walker
- Miss Gage : infirmière dans l’hôpital américain de Milan ;
- Miss Van Campen
- Dr. Valentini
- Meyers
- Ettore Moretti
- Ralph Simmons
- Le comte Greffi

## Thèmes

### La guerre
Comme le suggère le titre, L'Adieu aux armes évoque la guerre et décrit les événements qui conduiront Frédéric Henry à s'en échapper.
Hemingway décrit dans cette œuvre la brutalité absurde et le chaos de la guerre. La scène de la retraite de l'armée italienne est ainsi considérée comme l'une des plus puissantes évocations de la guerre dans la littérature américaine. 
Mais Hemingway ne condamne pas la guerre et ce roman n'est pas l'œuvre d'un pacifiste. La guerre est au contraire dépeinte comme un événement inévitable dans un monde cruel et absurde. L'auteur suggère que la guerre n'est que le sombre et meurtrier prolongement d'un monde dans lequel l'amour est vulnérable et désarmé.
Hemingway ne fuit pas la guerre volontairement, mais y est forcé. Il raconte l'opposition au sein de l'armée des soldats contre la guerre et leurs supérieurs, mais Hemingway ne condamne pas explicitement la guerre.

### L'amour
L'amour est un thème central du roman. Le héros abandonne sa vie pour en vivre une nouvelle avec Catherine. La fin du roman montre le contraste entre la vie heureuse et calme que vivent les deux protagonistes ensemble, et la peine terrible qu'inflige la mort de Catherine au narrateur. 
L'amour est donc opposé à la guerre, une échappatoire à celle-ci, qui permet au narrateur d'oublier ses violences.

## Inspiration autobiographique
Le roman est en partie autobiographique, Hemingway ayant lui-même intégré la Croix-Rouge italienne en 1918, pour être envoyé sur le front en tant qu'ambulancier. À la suite d'une blessure, il séjourne trois mois dans un hôpital milanais où il rencontre l'infirmière américaine Agnès von Kurowsky, qui lui inspire le personnage de Catherine Barkley.
Le titre anglais est à double sens : A Farewell to Arms signifie à la fois un adieu aux bras (et par là le roman d'amour) et un adieu aux armes (évoquant le thème du roman de guerre).

## Éditions

### Édition originale américaine
- A Farewell to Arms, Scribner, 1929

### Éditions françaises
- L'Adieu aux armes, traduit par Maurice-Edgar Coindreau, Paris, Gallimard, 1938 (BNF 32235164)
- L'Adieu aux armes, traduit par Maurice-Edgar Coindreau, lithographies originales de Jean Carzou, Monte Carlo, Éditions André Sauret, 1964 (BNF 33040404)
- L'adieu aux armes, traduit par Philippe Jaworski, Paris, Gallimard, 2024

## Adaptations
Le roman a été porté à l'écran à deux reprises :

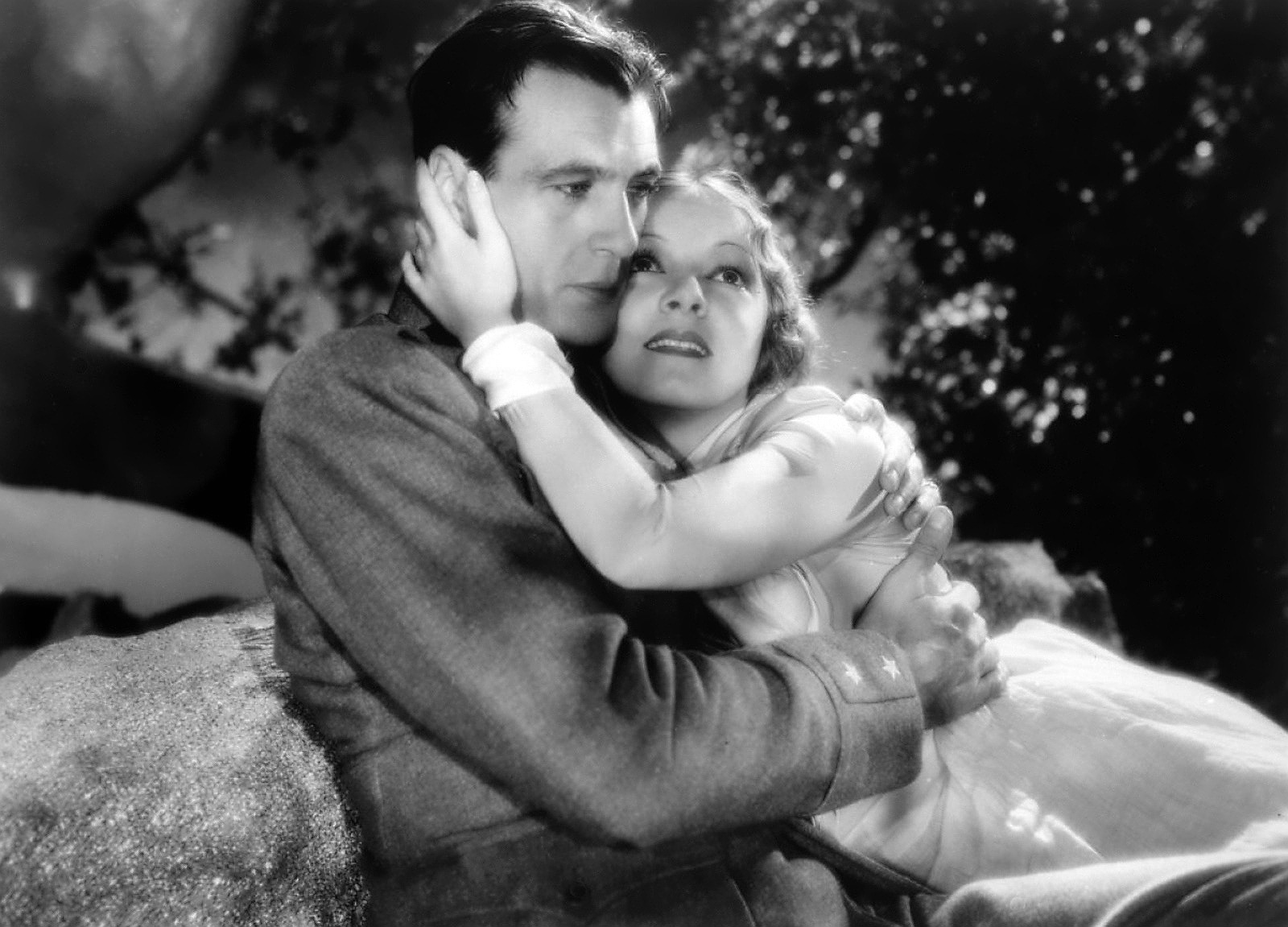
Gary Cooper et Helen Hayes dans l'adaptation de 1932.

- 1932 : L'Adieu aux armes (A Farewell to Arms), film américain réalisé par Frank Borzage, avec Gary Cooper et Helen Hayes
- 1957 : L'Adieu aux armes (A Farewell to Arms), film américain réalisé par Charles Vidor, avec Rock Hudson et Jennifer Jones

Un scénario très semblable se retrouve dans l'adaptation du journal d'Hemingway :
- 1997 : Le Temps d'aimer (In Love and War), film américain réalisé par Richard Attenborough, avec Sandra Bullock